# Church’s Chicken
«Church’s Chicken» — американская сеть кафе общественного питания, специализирующихся на блюдах из курицы. Данная сеть ресторанов является четвертой по величине после KFC, Chick-fil-A и Popeyes Louisiana Kitchen.
Сеть ресторанов представлена в 26 странах мира и насчитывает более 1600 точек.